# والتر ألفاريز
والتر ألفاريز (بالإنجليزية: Walter Alvarez)‏ (و. 1940 – م) هو جيولوجي، وعالم، وعالم آثار، وأستاذ جامعي، من الولايات المتحدة الأمريكية، ولد في بيركيلي، كاليفورنيا، هو عضوٌ في الأكاديمية الوطنية للعلوم، والأكاديمية الأمريكية للفنون والعلوم.

## التعليم
تعلم في جامعة برنستون، وكلية كارلتون.

## مناصب وهيئات
أدار جامعة كاليفورنيا، بركلي، وجامعة كولومبيا.

## جوائز
حصل على جوائز منها:
- Penrose Medal [الإنجليزية]‏ (2002).